# LPGA Tour 1980
Navigation
Édition précédente Édition suivante
Le LPGA Tour 1980 est la trentième-et-unième édition du Ladies Professional Golf Association Tour (LPGA), circuit professionnel féminin de golf, qui se déroule du 1er février 1980 au 9 novembre 1980. Axé sur les États-Unis, le LPGA a entrepris la tenue de tournois hors du continent américain ces dernières saisons, ainsi cette saison voit des tournois programmés au Canada et au Japon. Cette trentième-et-unième édition de ce circuit permet de proposer un certain nombre de tournois professionnels destinés aux femmes en dehors des compétitions amateurs. La volonté de la professionnalisation des golfeuses leur permet désormais de gagner de l'argent en jouant au golf.
Cette saison comporte trente-huit tournois, soit trois de plus qu'en 1979, auxquels sont insérées des dotations financières en fonction du résultat de la golfeuse. Trois de ces tournois sont considérés comme « tournoi majeur » - le Championnat de la LPGA, l'Open américain et le Classique Peter Jackson - et sont considérés comme les plus prestigieux et difficiles à remporter.
L'Américaine Beth Daniel est désignée « Joueuse de l'année de la LPGA » (« Player of the Year ») pour la première fois fois de sa carrière et gagne le classement des gains remporté avec des gains de 230 997 $ en remportant quatre victoires mais aucun tournoi majeur. Les trois tournois majeurs sont remportés par Sally Little (Championnat de la LPGA), Amy Alcott (Open américain) et Pat Bradley (Classique Peter Jackson). Enfin, le « Trophée Vare » récompensant la golfeuse ayant la moyenne de score la plus basse de la saison est remporté par Amy Alcott pour la première fois.

## Histoire
Pour l'organisation de cette trentième-et-unième édition, la majorité des tournois se disputent aux États-Unis mais de nombreux tournois sont programmés hors des États-Unis. Comme la saison précédente, le LPGA décide d'organiser des tournois hors des frontières des États-Unis avec la tenue de tournois programmés au Canada et au Japon. La majorité des joueuses sont des golfeuses principalement américaines professionnelles et amateures mais la LPGA intègre quelques années des golfeuses étrangères. Le calendrier établi fait débuter la saison par le Championnat Whirlpool de Deer Creek en Floride remporté par JoAnne Carner. Au cours de cette saison, bien que la majorité des tournois ont été remportés par des golfeuses américaines professionnelles, de nombreuses golfeuses non-américaines remportent des tournois : l'Australienne Jan Stephenson, la Sud-Africaine Sally Little, la Canadienne Sandra Post et la Japonaise Tatsuko Ohsako.
L'Américaine Beth Daniel est désignée « Joueuse de l'année de la LPGA » (« Player of the Year ») pour la première fois fois de sa carrière et gagne le classement des gains remporté avec des gains de 230 997 $ en remportant quatre victoires mais aucun tournoi majeur. Les trois tournois majeurs sont remportés par Sally Little (Championnat de la LPGA), Amy Alcott (Open américain) et Pat Bradley (Classique Peter Jackson).

## Participantes à la saison LPGA 1980
Les participantes ont deux statuts. Certaines sont devenues professionnelles, et pour certaines avant la création de ce circuit, mais de nombreuses amateures prennent également part aux tournois sans toutefois pouvoir recevoir le montant des gains en raison de leur statut.
| Participantes    | Participantes      | Participantes    | Participantes    | Participantes    |
| Professionnelles | Professionnelles   | Professionnelles | Professionnelles | Professionnelles |
| ---------------- | ------------------ | ---------------- | ---------------- | ---------------- |
| Amy Alcott       | Janet Alex         | Barbara Barrow   | Jane Blalock     | Pat Bradley      |
| Jerilyn Britz    | Donna Caponi-Young | JoAnne Carner    | Eva Chang        | Judy Clark       |
| Beth Daniel      | Lori Garbacz       | Dot Germain      | Vicki Fergon     | Shelley Hamlin   |
| Patty Hayes      | Pam Higgins        | Sally Little     | Nancy Lopez      | Dale Lundquist   |
| Debbie Massey    | Kathy McMullen     | Barbara Moxness  | Tatsuko Ohsako   | Sandra Palmer    |
| Louise Parks     | Sandra Post        | Kathy Postlewait | Judy Rankin      | Sandra Spuzich   |
| Hollis Stacy     | Jan Stephenson     | Myra Van Hoose   | Jo Ann Washam    | Donna White      |

## Classements saison 1980

### Tableau des gains («Money list»)
Le tableau ci-dessous est le classement des golfeuses par gains obtenus sur cette saison 1980. Le classement par gains est remporté par Beth Daniel avec 230 997 $ remportés.
| Cla. | Golfeuses          | Gains     | Victoires |
| ---- | ------------------ | --------- | --------- |
| 1    | Beth Daniel        | 230 997 $ |           |
| 2    | Donna Caponi-Young | 220 617 $ |           |
| 3    | Amy Alcott         | 219 884 $ |           |
| 4    | Nancy Lopez        | 209 076 $ |           |
| 5    | JoAnne Carner      | 185 914 $ |           |
| 6    | Pat Bradley        | 183 872 $ |           |
| 7    | Sally Little       | 139 126 $ |           |
| 8    | Jane Blalock       | 127 868 $ |           |
| 9    | Jo Ann Washam      | 107 058 $ |           |
| 10   | Sandra Post        | 102 819 $ |           |
| 11   | Hollis Stacy       | 89 910 $  |           |
| 12   | Sandra Palmer      | 73 593 $  |           |
| 13   | Donna White        | 70 015 $  |           |
| 14   | Jerilyn Britz      | 65 239 $  |           |
| 15   | Lori Garbacz       | 6 115 $   |           |

### Trophée Vare («Vare Trophy»)
Le tableau ci-dessous est le classement des golfeuses par scores les plus bas sur cette saison 1980.
| Cla. | Golfeuses  | Moyenne |
| ---- | ---------- | ------- |
| 1    | Amy Alcott |         |